# Alejandro Montecchia
Alejandro Montecchia, född 1972 i Bahía Blanca, Argentina, är en argentinsk idrottare som tog OS-guld i basket 2004 i Aten. Detta var Argentinas första medalj i basket vid olympiska sommarspelen.